# Игуманија Јефимија (Јовић)
Јефимија (световно Цвија Јовић; Тобут код Лопара, 24. април 1934 — Манастир Златенац, 5. фебруар 2012) била је монахиња Српске православне цркве и игуманија Манастира Златенац.

## Биографија
Игуманија Јефимија (Јовић), рођена је 24. априла 1934. године у селу Тобуту код Лопара, од благочестивих родитеља. На крштењу је добила име Цвија.
Свој монашки пут започиње у Манастиру Миљково код Гложана, где долази 1955. године код тадашње схи-игуманије Доротеје (Бојковић), као искушеница. Замонашена је 18. октобра 1959. године у Миљкову, од стране епископа браничевскога господина Хризостома (Војиновића). Приликом монашења је добила монашко име Јефимија.
Као монахиња овог моравског манастира она је 1970. године благословом епископа браничевскога господина Хризостома послата у Манастир Покајницу код Велике Плане. Потом је 2. јула 1977. године упућена у сестринство Манастира Темске код Пирота где је остала до 1979. године.
Мати Јефимија се по својој молби и молби  јеромонаха Јована Голубовића, 30. јануара 1979. године доселила са својом мајком, сестром и оцем Јованом у Манастир Златенац код Гложана. Надлежни епископ браничевски господин Хризостом произвео је монахињу Јефимија у чин игуманије манастира и одликовао је са напрсним крстом за сав свој уложени труд и допринос о подизању и унапређењу манастира 14. јула 1981. године.
Упокојила се у Господу 5. фебруара 2012. године у Манастиру Златенцу. Сахрањена је у порти манастира опело је извршио епископ браничевски господин Игнатије (Мидић), уз саслужење свештеномонаха и монахиња манастира.